# Spencer Monument
Spencer Monument – jest to odnowiony obelisk w Blata l-Bajda, przedmieściu Ħamrun na Malcie, przy drodze wiodącej do Valletty. Pomnik postawiony został, aby upamiętnić komandora (Captain) Roberta Cavendish Spencera, kuzyna gubernatora Malty, sir Fredericka Cavendish Ponsonby'ego.
Spencer był dowódcą HMS „Madagascar”, który właśnie powrócił z Aleksandrii w Egipcie. Komandor Spencer zmarł 4 listopada 1830 roku poza okrętem, przebywającym na kwarantannie na Malcie. W chwili śmierci miał 39 lat. Jego ciało zostało przetrzymane na kwarantannie w lazarecie przez wymagane pełne 40 dni, następnie zaś pogrzebane na St. Michael's Bastion w Valletcie 12 grudnia 1830 roku. Ceremonia pogrzebowa prowadzona była przez kapelana z „Madagascaru” Davida Mortona. Ta część bastionu została później przemianowana na Spencer's Bastion.

## Obelisk
Spencer Monument został zaprojektowany przez maltańskiego architekta Giorgio Pullicino w roku 1831, i oryginalnie ulokowany był na Corradino Hill. W roku 1893 został przeniesiony na aktualne miejsce na szczycie Spencer Hill. W roku 1975 obelisk został trafiony piorunem i został znacznie uszkodzony. Szkody zostały później naprawione i pomnik wrócił do pierwotnego stanu.
Autor projektu, ze swoim rzymskim wyszkoleniem, był wierny klasycznej definicji obelisku, w formie monumentalnej pogrzebowej kolumny o prawie kwadratowym przekroju, generalnie wysokiej na 10 wielkości średnicy. Boki obelisku zwężają się stopniowo i równomiernie ku górze, a zakończony jest piramidionem, którego płaszczyzny nachylone są pod kątem 60°. Osadzony jest na postumencie w kształcie sześcianu. 

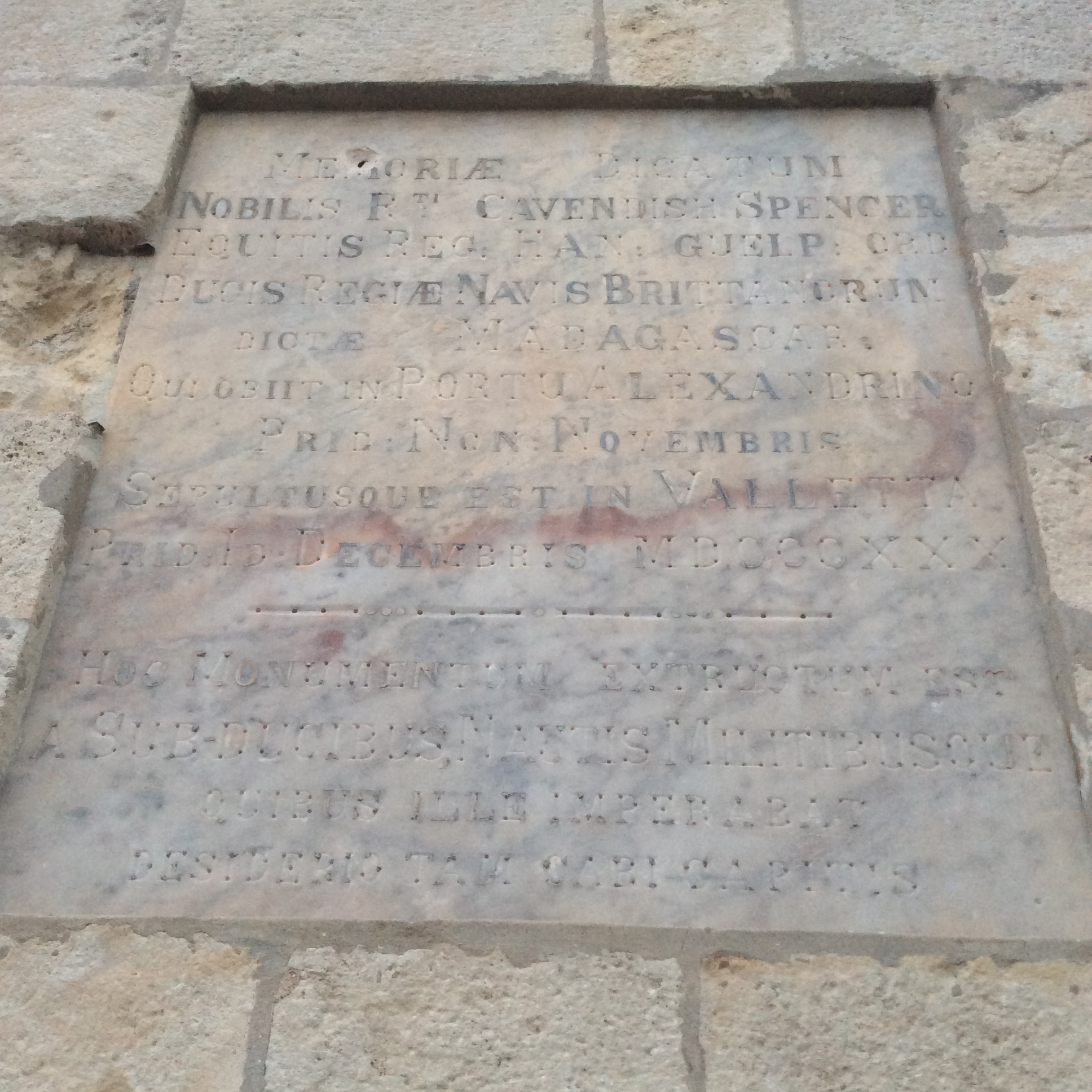
Inskrypcja na pomniku

Na obelisku Spencera znajduje się inskrypcja:

HERE LIES THE

BODY OF CAPTAIN

THE HONOURABLE

SIR ROBERT CAVENDISH SPENCER KCH AGED 39 YEARS

WHO DEPARTED THIS LIFE ON BOARD AND IN COMMAND OF

HIS MAJESTY’S SHIP MADAGASCAR AT ALEXANDRIA

ON THE 4th DAY OF NOVEMBER 1830